# خوسيه خواكين دي أولميدو
خوسيه خواكين دي أولميدو إيه ماروري (بالإسبانية: José Joaquín de Olmedo y Maruri)‏ شاعر وفيلسوف وحقوقي ورجل دولة إكوادوري.
وكان الرئيس الثالث للإكوادور من 7 مارس 1845 حتى 8 ديسمبر 1845.
وُلد في غواياكيل، الإكوادور في 20 مارس عام 1780. يعد واحدً من أبرز شعراء المدرسة الاتباعية الحديثة في أمريكة الجنوبية الذين أسهموا في تفتحها وازدهارها الثقافي.
كان وطنيًا شديد الحماس، ناضل إلى جانب الجنرال سيمون بوليبار، والجنرال الأرجنتيني خوسيه دي سان مارتين، والجنرال الفنزويلي أنطونيو خوسيه دي سوكري من أجل استقلال أمريكا الجنوبية.
وظف أولميدو موهبته الشعرية في خدمة قضايا بلاده الوطنية وصار شاعر حرب الاستقلال. كتب أنشودة بوليبار عام 1825، وهي قصيدة شهيرة يتوأم بها الإحساس والتعبير ليصبحا نسيجًا متوافقًا. يحمل مطار خوسيه خواكين دي أولميدو الدولي في غواياكيل اسم الشاعر الإكوادوري. وتوفي في المدينة ذاتها في 9 فبراير 1847.

## حياته
وُلد خوسيه خواكين دي أولميدو في غواياكيل في الإكوادور. درس في غواياكيل ثم في كيتو وبعدها في ليما. ثم زاول مهنة المحاماة حتى عام 1811، وهي بدورها ما ساعدته على صياغة نصوص دستور تشيلي، وتم إرساله إلى إسبانيا سفيرًا لبلده.
وتم تعيين أولميدو وزيرًا مفوضًا مطلق الصلاحية في لندن، بعدما أعلن بوليبار استقلال الإكوادور. ومن خلال ذلك، أقام أولميدو صداقة مع الشاعر والسياسي الفنزويلي أندريس بيو.
عاد أولميدو إلى بلاده عام 1830 وكان فيها واحدًا من مرشدي الحياة السياسية ومحركيها الأساسيين. رشح نفسه عام 1854 لرئاسة الدولة، وشغل منصب نائب الرئيس بعض الوقت.

## روابط خارجية
- خوسيه خواكين دي أولميدو على موقع الموسوعة البريطانية (الإنجليزية)